# Rick Williamson
Richard „Rick“ Williamson ist ein US-amerikanischer Theater- und Filmschauspieler, Stuntman, Stunt Coordinator, Filmschaffender und Puppenspieler.

## Leben
Williamson machte einen Abschluss in Theaterkunst und trat als Bühnendarsteller im The Odyssey Theatre, im Century City Playhouse, im Limelight Playhouse und bei The Company of Angels auf. Als Puppenspieler hat er mit The Puppet Show sein eigenes Programm, welches unter anderen bei The Company of Angels zu sehen gab. Dank seinen Fähigkeiten als Puppenspieler erhielt er 1979 eine Rolle in Muppet Movie. In den 1980er Jahren folgten Kleinstrollen in Filmen und Episodenrollen in Fernsehserien. Seit Anfang der 1990er Jahre ist er zudem als Stuntman und Stunt Coordinator tätig.
1996 übernahm er eine Nebenrolle im Fernsehfilm Ritter der Zeit. Von 2001 bis 2011 stellte er verschiedene Charaktere in der Fernsehserie General Hospital dar. Ab den 2010er Jahren kamen verstärkt Rollen in Kurzfilmen hinzu. Zwei Jahre zuvor begann er selbst als Drehbuchautor, Produzent und Regisseur an Kurzfilmen zu arbeiten. 2017 erschien die fünf Episoden fassende Fernsehserie TempaKILL, für die er in vier Episoden als Drehbuchautor, Produzent und Regisseur tätig war und außerdem die Rolle des Jorge the Screw King übernahm. 2020 verkörperte er die Rolle des Nikola Svoboda im Katastrophenfilm Asteroid-a-Geddon – Der Untergang naht.

## Filmografie

### Schauspieler
- 1979: Muppet Movie (The Muppet Movie)
- 1980: Del otro lado del puente
- 1981: Pray TV (Fernsehfilm)
- 1981: Da steht der ganze Freeway Kopf (Honky Tonk Freeway)
- 1982: No Soap, Radio (Fernsehserie, 3 Episoden)
- 1984: My Therapist
- 1984: V – Die außerirdischen Besucher kommen (V) (Fernsehserie, Episode 1x03)
- 1987: Der Mann vom anderen Stern (Starman) (Fernsehserie, Episode 1x22)
- 1988: The New Gidget (Fernsehserie, Episode 2x16)
- 1994: Palm Beach-Duo (Silk Stalkings) (Fernsehserie, Episode 4x12)
- 1996: Ritter der Zeit (To the Ends of Time) (Fernsehfilm)
- 1997: A Guy Walks Into a Bar (Kurzfilm)
- 1997: A Doll in the Dark
- 1998: Martial Law – Der Karate-Cop (Martial Law) (Fernsehserie, Episode 1x10)
- 1999–2000: Crime Strike (Fernsehserie, 4 Episoden, verschiedene Rollen)
- 2001: Unsolved Mysteries (Fernsehserie, Episode 12x51)
- 2001–2011: General Hospital (Fernsehserie, 4 Episoden, verschiedene Rollen)
- 2002: Firefly – Der Aufbruch der Serenity (Firefly) (Fernsehserie, Episode 1x01)
- 2005: Serenity – Flucht in neue Welten (Serenity)
- 2006: Broken Border (Kurzfilm)
- 2007: Jericho – Der Anschlag (Jericho) (Fernsehserie, Episode 1x22)
- 2007: General Hospital: Night Shift (Fernsehserie, Episode 1x04)
- 2008: Reno 911! (Fernsehserie, Episode 5x08)
- 2008: CSI: NY (Fernsehserie, Episode 4x17)
- 2008: Insanitarium (Fernsehserie, Episode 1x03)
- 2008: The Seventh Man (Kurzfilm)
- 2010: Call Me Bill (Kurzfilm)
- 2011: Conan (Fernsehserie, Episode 1x38)
- 2011: Bucky Larson: Born to Be a Star
- 2011: In Northwood
- 2011: Houndz from Hell
- 2012: Got Home Alive (Fernsehserie, Episode 1x05)
- 2012: The Gift (Kurzfilm)
- 2012: Paste (Kurzfilm)
- 2014: Death Factory
- 2014: Brooklyn Nine-Nine (Fernsehserie, Episode 2x08)
- 2015: Tabloid (Fernsehserie, Episode 2x02)
- 2015: Homes of Horror (Fernsehserie, Episode 3x08)
- 2016: True Nightmares (Fernsehserie, 2 Episoden)
- 2016: Brooklyn Nine-Nine (Fernsehserie, 2 Episoden)
- 2017: Mysteries of the Outdoors (Fernsehserie, Episode 1x03)
- 2017: Axeman 2: Overkill
- 2017: TempaKILL (Fernsehserie, 4 Episoden)
- 2018: Combat Nuns All Or Nothing (Kurzfilm)
- 2019: My Crazy Birth Story (Fernsehserie, Episode 1x02)
- 2020: Asteroid-a-Geddon – Der Untergang naht (Asteroid-a-Geddon)
- 2020: Cloom (Kurzfilm)
- 2021: Good Trouble (Fernsehserie, Episode 3x16)

### Stunts
- 1993: Tiger Kid
- 1996: Ritter der Zeit (To the Ends of Time) (Fernsehfilm)
- 1997: A Guy Walks Into a Bar (Kurzfilm)
- 1997: A Doll in the Dark
- 1999: On Common Ground (Fernsehserie, Episode 1x02)
- 1999: Inside Edition (Fernsehserie)
- 2000: Newsbreak – Eine Story auf Leben und Tod (NewsBreak)
- 2006: Room 6
- 2006: Bonesaw
- 2008: Insanitarium
- 2008–2012: CSI: NY (Fernsehserie, 14 Episoden)
- 2009: Layla (Kurzfilm)
- 2009: The Action Hero’s Guide to Saving Lives (Kurzfilm)
- 2011: Deadliest Warrior (Fernsehserie, 2 Episoden)
- 2012: Touch (Fernsehserie, 4 Episoden)
- 2012: Lauren (Fernsehserie, 3 Episoden)
- 2013: The Forest (Kurzfilm)
- 2018: Combat Nuns All Or Nothing (Kurzfilm)
- 2020: Cloom (Kurzfilm)

### Filmschaffender
- 2008: The Seventh Man (Kurzfilm) (Drehbuch, Produktion, Regie)
- 2010: A Short Film (Kurzfilm) (Drehbuch, Produktion, Regie)
- 2012: The Gift (Kurzfilm) (Drehbuch, Produktion)
- 2015: Combat Nuns (Drehbuch, Produktion, Regie)
- 2017: TempaKILL (Fernsehserie, 4 Episoden) (Regie)
- 2018: Combat Nuns All Or Nothing (Kurzfilm) (Drehbuch, Produktion, Regie)